# Bertolonia maculata
Bertolonia maculata är en tvåhjärtbladig växtart som beskrevs av Dc.. Bertolonia maculata ingår i släktet Bertolonia och familjen Melastomataceae. Inga underarter finns listade i Catalogue of Life.

## Bildgalleri

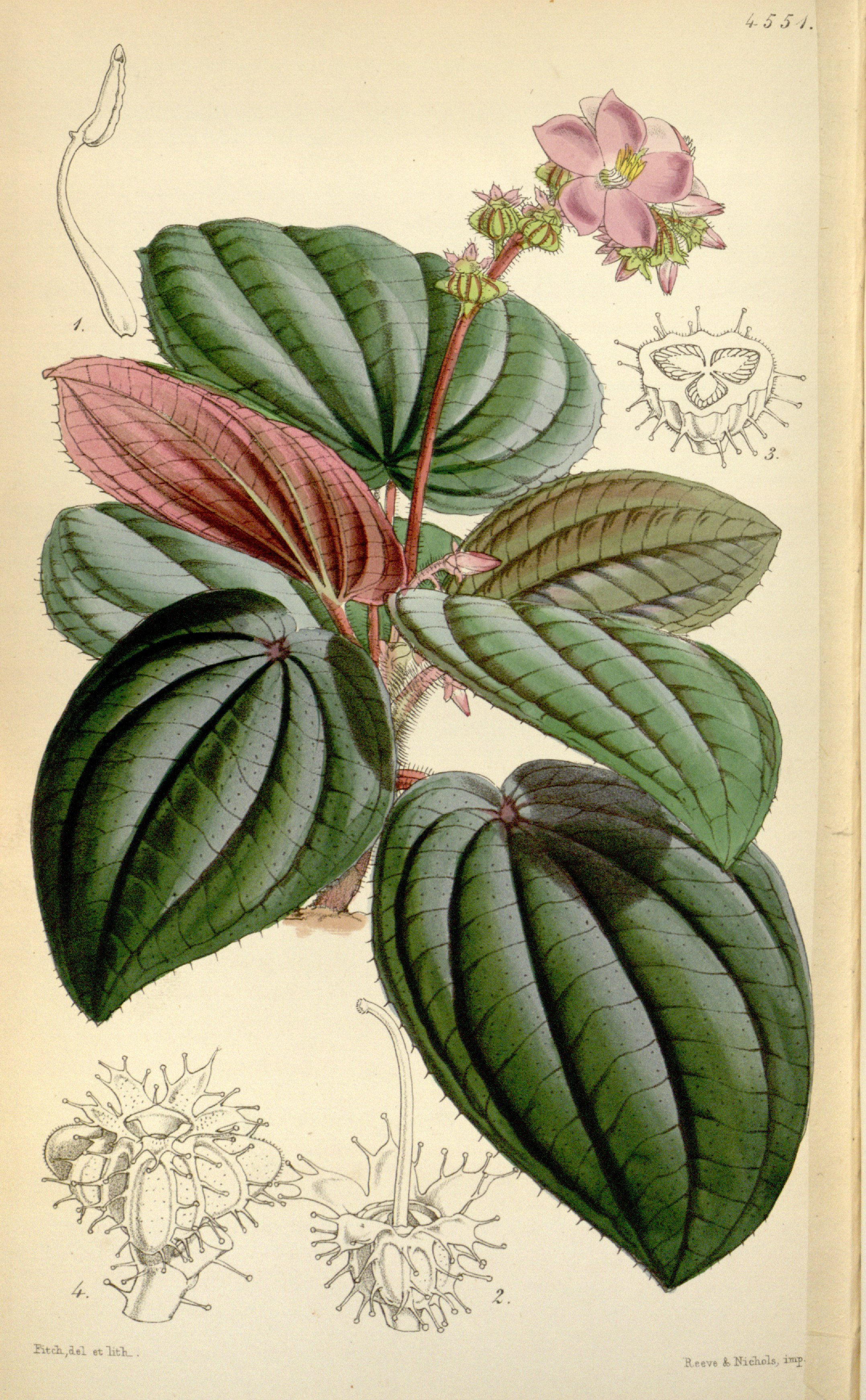
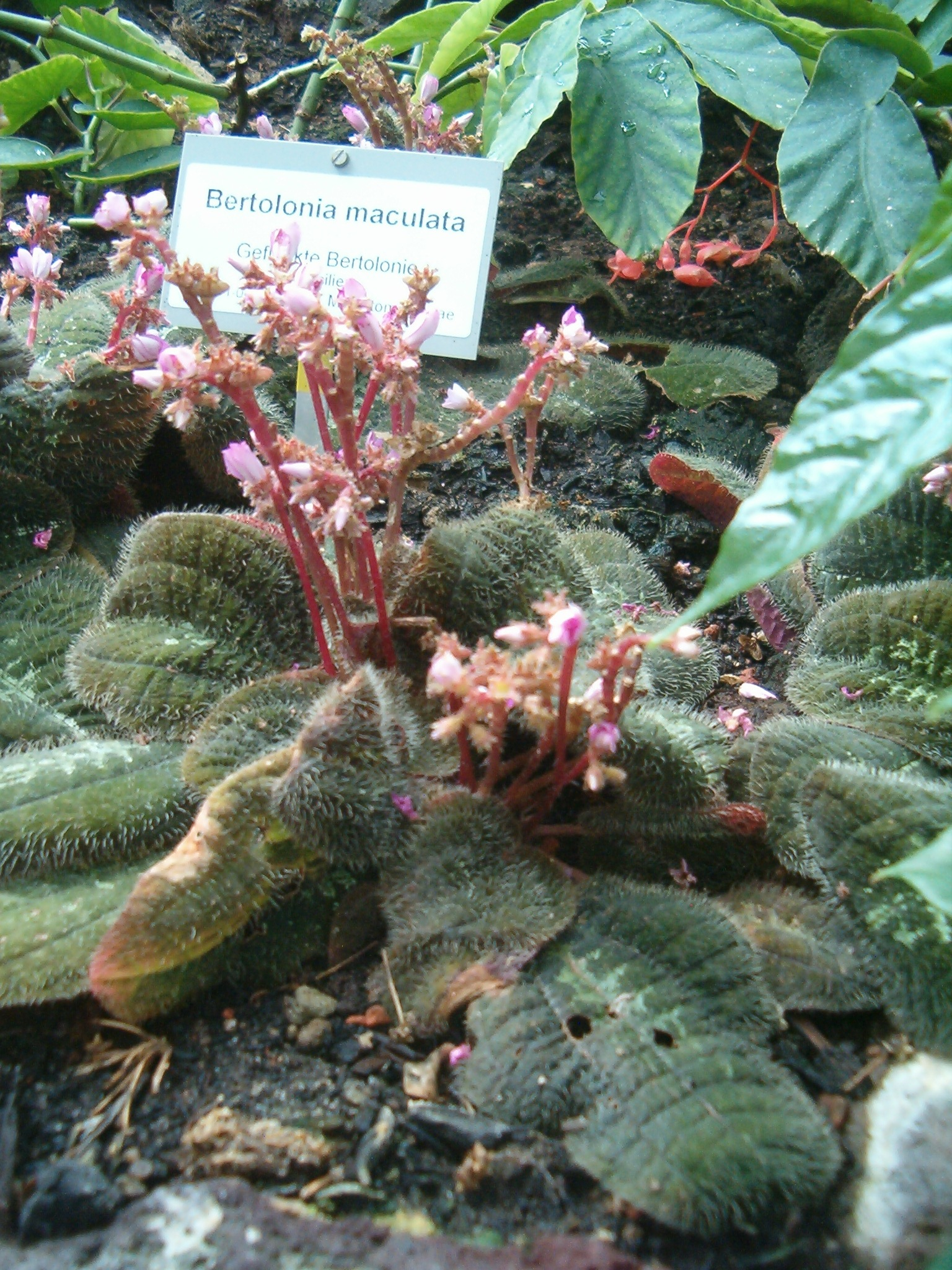
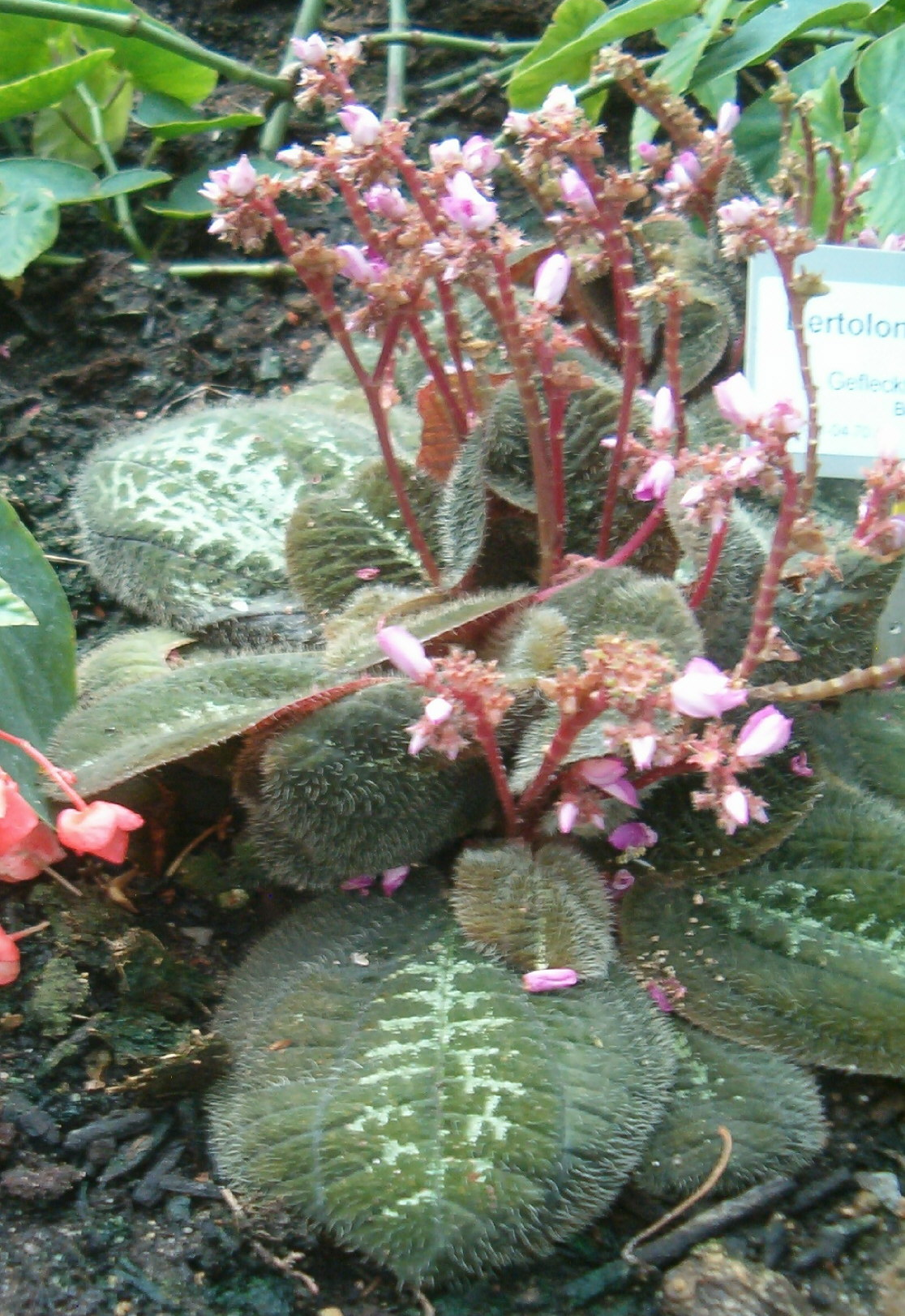